# Norman Fucking Rockwell!
Norman Fucking Rockwell! — шостий студійний альбом американської виконавиці та авторки пісень Лани Дель Рей, реліз якого відбувся 30 серпня 2019 року лейблами Interscope і Polydor. Основним продюсером альбому стала сама Дель Рей і Джек Антонофф. Додатковий внесок для альбому вніс Зак Доус, Ендрю Вотт та Рік Ноуелс. Назва альбому є даниною поваги до американського художника та ілюстратора Нормана Роквелла.
Платівка здобула визнання критиків: Pitchfork та Guardian назвали Norman Fucking Rockwell! альбомом року, а Rolling Stone заніс її до переліку 500 найкращих альбомів усіх часів. Альбом також приніс Дель Рей дві номінації на «Греммі» у головних категоріях — «Альбом року» та «Пісня року» (за однойменний трек). Для просування альбому Лана вирушила у концертний тур під назвою The Norman Fucking Rockwell! Tour, що розпочався 21 вересня 2019 року в Ванто, Нью-Йорк. Саме Norman Fucking Rockwell! вважаться найкращим альбомом Лани та одним із найкращих альбомів 2010-х.

## Відомості
У січні 2018 року Дель Рей оголосила, що почала працювати над наступним матеріалом після нового альбому Lust for Life. Співачка також розповіла, що працювала над піснею під назвою «Bartender», але поки що не знає, чи буде вона включена в альбом. У вересні 2018 року Лана повідомила, що альбом майже готовий, і що вона записала для нього одинадцять треків. У вересні 2019 року в прямому ефірі в Instagram Лана Дель Рей заявила, що альбом мав робочу назву Bird World.

## Композиція

### Музика
Звучання альбому ознаменувало перехід Дель Рей від треп-звучання, її попередньої роботи Lust for Life, до м'якого рок-звучання, зокрема з такими стилями як інді-поп, бароко-поп, психоделічний рок та серф-рок. Також в альбомі присутні елементи фолк-року та трип-хопу. Основним джерелом натхнення для співачки послужили виконавці Лорел-каньйону, району Лос-Анджелеса і центру контркультури наприкінці 60-х — на початку 70-х, що став домом для багатьох американських рокерів того часу.
В альбомі серед музичних інструментів найбільш часто з'являється піаніно та гітара, місцями струнні, арфа й саксофон.
Також, цього разу голос Лани — єдиний у альбомі, на відміну від Lust for Life, у записі якого взяли участь п'ять виконавців.

### Тексти
Альбом досліджує як нові, так і вже раніше торкнуті Ланою в минулих роботах теми. Серед них найосновніші: ностальгія, патріотизм, занепад культури, політика, надія, кохання, рефлексія, ескапізм та інші.

## Реліз
Обкладинка альбому, дата випуску та список композицій були оголошені 31 липня 2019 року. Наступного дня Дель Рей випустила трейлер альбому, а 2 серпня Urban Outfitters анонсували ексклюзивний вініл з альтернативною обкладинкою.

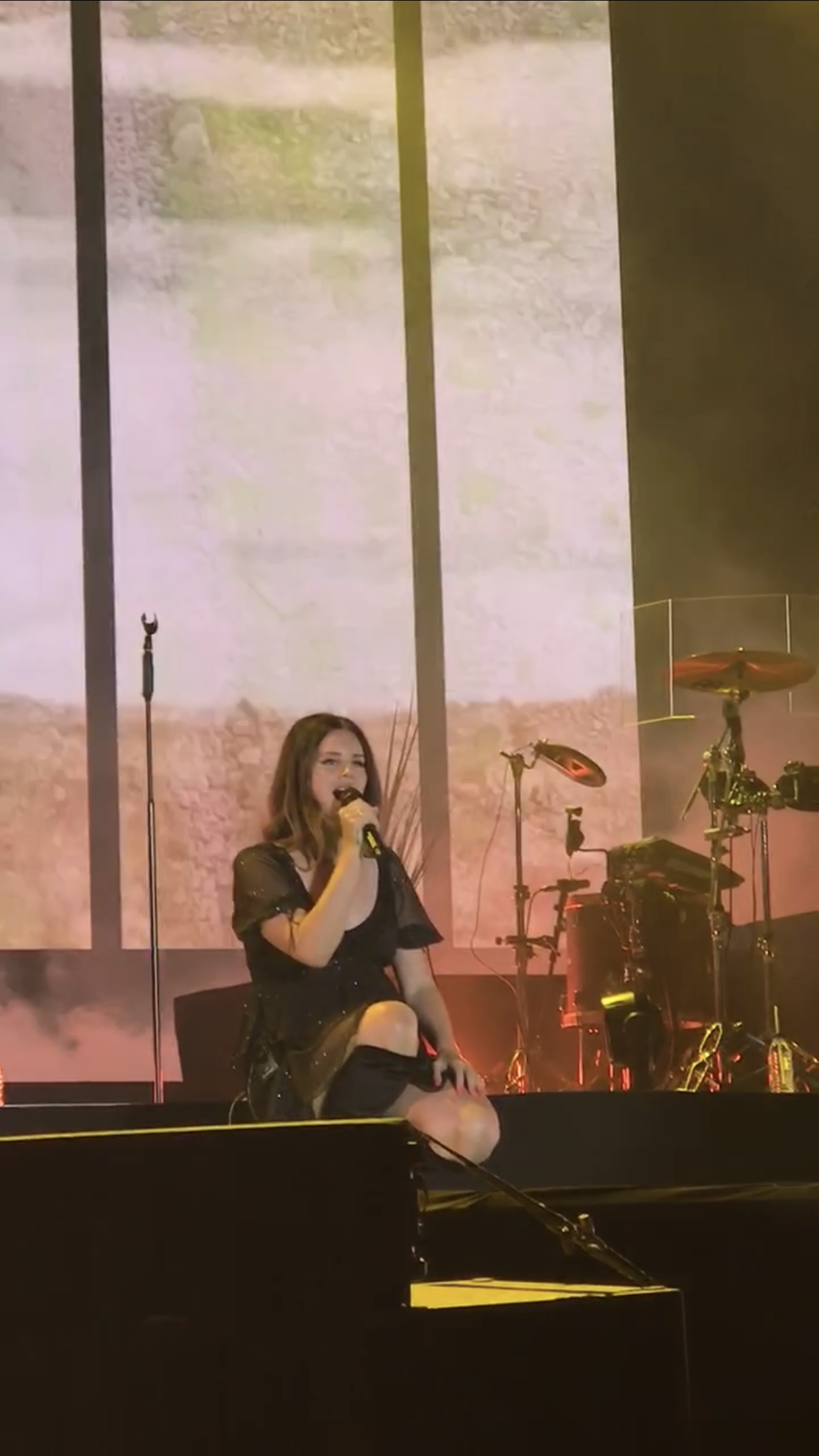
Лана Дель Рей на сцені португальського фестивалю Super Bock Super Rockruen 18 липня 2019 року

Протягом 2018 року Лана ділилася в соціальних мережах фрагментами кількох пісень, призначених для альбому, включаючи «Happiness Is a Butterfly», «How to Disappear» і «Cinnamon Girl». Вона також виконала «How to Disappear» 29 жовтня в Бруклінській музичній академії, вперше представивши повну пісню. Трейлер альбому вийшов 1 серпня 2019 року.

### Сингли
7 вересня 2018 року Дель Рей оголосила на своїх платформах в Instagram і Twitter, що першим синглом з альбому буде «Mariners Apartment Complex». Згодом співачка поділилася фрагментом пісні та супровідним кліпом, який зняла її сестра Чак Грант. Пісня вийшла 12 вересня після прем'єри на BBC Radio 1.
Пісня «Venice Bitch» вийшла через 6 днів, 18 вересня, як другий сингл з альбому. 17 вересня Лана Дель Рей поділилася попереднім переглядом треку в супроводі вінтажного зображення в Instagram і оголосила, що прем'єра пісні відбудеться в шоу Зейна Лоу на Beats 1. Пізніше Лана висловила зацікавленість у випуску третього синглу в жовтні 2018 року, але була невпевнена, оскільки вважала, що це скоріше «окрема, серйозніша пісня».
Лише 2 січня 2019 року в дописі в Instagram співачка підтвердила, що пісня «Hope Is a Dangerous Thing for a Woman like Me to Have — but I Have It» вийде через тиждень, і 9 січня 2019 року пісня вийшла вже як третій сингл з альбому. Пізніше пост був видалений, але сингл вийшов. Численні сайти стверджували, що всі три сингли можуть не з'явитися в альбомі. 4 березня в інтерв'ю для журналу Elle Дель Рей сказала, що вирішила випустити пісні «Mariners Apartment Complex», «Venice Bitch» та «Hope Is a Dangerous Thing for a Woman like Me to Have — but I Have It» першими, бо вони є її улюбленими в альбомі. Лана ніяк не прокоментувала чутки про те, що ці треки не з'являться в Norman Fucking Rockwell!.
Кавер-версія пісні «Doin' Time» Дель Рей вийшла як сингл 17 травня 2019 року, і її поява в альбомі також була незрозумілою, оскільки трек рекламувався як окремий сингл. Але згодом усі чотири треки увійшли до списку треків з альбому, коли Лана оприлюднила його 31 липня 2019 року.
22 серпня 2019 року «Fuck It I Love You» і «The Greatest» вийшли одночасно як п'ятий і шостий сингли альбому відповідно.

### Тур
З березня по липень 2019 року, до офіційного виходу Norman Fucking Rockwell!, Дель Рей виступала на різних фестивалях, починаючи з Нового Орлеана, а потім гастролюючи по Європі. На цих фестивалях Лана вперше виконувала сингли «Mariners Apartment Complex», «Venice Bitch» і «Doin' Time».
1 серпня 2019 року Лана Дель Рей оголосила про два етапи туру в рамках просування Norman Fucking Rockwell!. Перший етап відбувся в Північній Америці восени 2019 року, а другий почався у Європі на початку 2020 року. Європейський етап туру згодом був скасований через хворобу й втрату голосу Лани.

### Фільм
У вересні 2018 року Дель Рей випустила відео на дві пісні «Mariners Apartment Complex» і «Venice Bitch». Ці кліпи були зняті сестрою Дель Рей Чак Грант суто на iPhone у вінтажному стилі. В жовтні Лана Дель Рей оголосила, що випустить потрійний кліп для трьох пісень зі свого альбому. 20 грудня 2019 року Лана опублікувала 14-хвилинне відео на YouTube. Кліп супроводжують пісні «Norman Fucking Rockwell», «Bartender» і «Happiness is a Butterfly».
Фільм отримав позитивні відгуки після виходу. Критики відзначили, що відео виявилося скромнішим у порівнянні з минулими її фільмами («Ride» і «Tropico»).

## Список композицій
| #     | Назва                                                                   | Автор | {{{extra_column}}}                              | Тривалість |
| ----- | ----------------------------------------------------------------------- | --- | ----------------------------------------------- | ---------- |
| 1.    | «Norman Fucking Rockwell»                                               | Lana Del Rey Jack Antonoff | Del Rey Antonoff                                | 4:08       |
| 2.    | «Mariners Apartment Complex»                                            | Del Rey Antonoff | Del Rey Antonoff                                | 4:06       |
| 3.    | «Venice Bitch»                                                          | Del Rey Antonoff | Del Rey Antonoff                                | 9:38       |
| 4.    | «Fuck It I Love You»                                                    | Del Rey Antonoff Andrew Watt [b] Louis Bell [b]                                                                                 | Del Rey [a] Antonoff Watt [b] Bell [b]          | 3:38       |
| 5.    | «Doin' Time»                                                            | Bradley Nowell Rick Rubin Adam Horovitz Adam Yauch Marshall Goodman Ira Gershwin DuBose Heyward Dorothy Heyward George Gershwin | Watt Happy Perez                                | 3:22       |
| 6.    | «Love Song»                                                             | Del Rey Antonoff | Del Rey Antonoff                                | 3:49       |
| 7.    | «Cinnamon Girl»                                                         | Del Rey Antonoff | Del Rey Antonoff                                | 5:00       |
| 8.    | «How to Disappear»                                                      | Del Rey Antonoff | Del Rey Antonoff                                | 3:48       |
| 9.    | «California»                                                            | Del Rey Zachary Dawes | Del Rey Antonoff [a] Dawes                      | 5:05       |
| 10.   | «The Next Best American Record»                                         | Del Rey Rick Nowels | Nowels Kieron Menzies Dean Reid Mighty Mike [c] | 5:49       |
| 11.   | «The Greatest»                                                          | Del Rey Antonoff | Del Rey Antonoff                                | 5:00       |
| 12.   | «Bartender»                                                             | Del Rey Nowels | Del Rey [a] Nowels                              | 4:23       |
| 13.   | «Happiness Is a Butterfly»                                              | Del Rey Antonoff Nowels | Del Rey Antonoff Nowels [c]                     | 4:32       |
| 14.   | «Hope Is a Dangerous Thing for a Woman like Me to Have — but I Have It» | Del Rey Antonoff | Del Rey Antonoff                                | 5:24[d]    |
| 67:43 |                                                                         | |                                                 |            |

### Треки, що не ввійшли в альбом
Сьомий трек з наступного альбому Лани Chemtrails over the Country Club «Not All Who Wander Are Lost» спочатку мав назву «Wanderlust» й мав увійти до Norman Fucking Rockwell!.
Концептуальне демо пісні для Lust for Life «Valley of the Dolls» разом із кількома іншими безіменними треками було надіслано Джеку Антоноффу на початку створення альбому. Це може означати, що трек, можливо, розглядали для альбому.
Невідома пісня під назвою «LA Who Am I» також мала б стати частиною альбому, записаного в 2018 році. Найімовірніше, вона була перероблена або заснована на вірші «LA Who Am I to Love You», що ввійшов до збірки віршів Лани під назвою Violet Bent Backwards over the Grass. Повний трек так і не вийшов.

## Відгуки

### Критика
Norman Fucking Rockwell! отримав широке визнання музичних критиків, а також є найбільш схваленим студійним альбомом у кар'єрі Лани Дель Рей. На Metacritic, який призначає нормалізований рейтинг зі 100 рецензій від різних видань, альбом отримав середню оцінку 87 на основі 28 рецензій, що вказує на «загальне визнання».
Критик з PopMatters присудив платівці 9 балів із 10 і з похвалою відгукнувся про роботу Антоноффа, а у виданні Paste запевняли, що слухачам вистачить 15 хвилин, щоби визнати альбом класикою. На думку Кеті Мултон із Consequence of Sound, багато в чому завдяки вірності власним естетичним, культурним та особистим поглядам, через які кар'єра співачки могла піти на спад після випуску Born to Die у 2012 році, Дель Рей повністю реалізувала себе як артистка та співачка.

### Комерційне сприйняття
У Сполучених Штатах альбом дебютував під номером три в Billboard 200 із 104 000 одиницями альбомного еквівалента, з яких 66 000 були чистими продажами альбому, що зробило його шостим альбомом Дель Рей в десятці найкращих у США. На другому тижні альбом опустився до дев'ятого місця з 35 000 одиницями.
До жовтня 2019 року Interscope повідомили, що альбом було продано загальним тиражем у 275 500 одиниць. Станом на січень 2020 року альбом було продано загальним тиражем 367 000 одиниць у Сполучених Штатах.
Через чотирнадцять днів після виходу альбом посів перше місце у світовому чарті iTunes.

### Інше
Такі видання як Pitchfork та Guardian назвали Norman Fucking Rockwell! альбомом року, а Rolling Stone заніс його до переліку 500 найкращих альбомів усіх часів. Альбом також приніс Лані Дель Рей дві номінації на «Греммі» у головних категоріях — «Альбом року» та «Пісня року» (за однойменний трек).

## Чарти
| Чарт (2019)                                          | Найвища позиція |
| ---------------------------------------------------- | --------------- |
| Argentine Albums (CAPIF)                             | 1               |
| Австралія Australian Albums (ARIA)                   | 4               |
| Австрія Austrian Albums (Ö3 Austria)                 | 7               |
| Бельгія Belgian Albums (Ultratop Flanders)           | 2               |
| Бельгія Belgian Albums (Ultratop Wallonia)           | 3               |
| Канада Canadian Albums (Billboard)                   | 3               |
| Чехія Czech Albums (ČNS IFPI)                        | 4               |
| Данія Danish Albums (Hitlisten)                      | 3               |
| Нідерланди Dutch Albums (MegaCharts)                 | 4               |
| Estonian Albums (Eesti Ekspress)                     | 1               |
| Фінляндія Finnish Albums (Suomen virallinen lista)   | 6               |
| Франція French Albums (SNEP)                         | 4               |
| Німеччина German Albums (Offizielle Top 100)         | 5               |
| Греція Greek Albums (IFPI)                           | 3               |
| Угорщина Hungarian Albums (MAHASZ)                   | 15              |
| Ірландія Irish Albums (IRMA)                         | 2               |
| Італія Italian Albums (FIMI)                         | 5               |
| Японія Japanese Albums (Oricon)                      | 101             |
| Latvian Albums (LAIPA)                               | 8               |
| Lithuanian Albums (AGATA)                            | 1               |
| Mexican Albums (AMPROFON)                            | 3               |
| Нова Зеландія New Zealand Albums (Recorded Music NZ) | 5               |
| Норвегія Norwegian Albums (VG-lista)                 | 2               |
| Польща Polish Albums (ZPAV)                          | 4               |
| Португалія Portuguese Albums (AFP)                   | 1               |
| Шотландія Scottish Albums (OCC)                      | 1               |
| South Korean Albums (Gaon)                           | 83              |
| Іспанія Spanish Albums (PROMUSICAE)                  | 2               |
| Швеція Swedish Albums (Sverigetopplistan)            | 2               |
| Швейцарія Swiss Albums (Schweizer Hitparade)         | 1               |
| Велика Британія UK Albums (OCC)                      | 1               |
| US Billboard 200                                     | 3               |
| США Top Alternative Albums (Billboard)               | 1               |

| Чарт (2023)                                  | Найвища позиція |
| -------------------------------------------- | --------------- |
| Croatian International Albums (HDU)          | 12              |
| US Top Rock & Alternative Albums (Billboard) | 50              |

| Чарт (2019)                           | Позиція |
| ------------------------------------- | ------- |
| Belgian Albums (Ultratop Flanders)    | 48      |
| Belgian Albums (Ultratop Wallonia)    | 112     |
| Dutch Albums (Album Top 100)          | 57      |
| French Albums (SNEP)                  | 126     |
| Mexican Albums (AMPROFON)             | 37      |
| Swiss Albums (Schweizer Hitparade)    | 64      |
| UK Albums (OCC)                       | 70      |
| US Billboard 200                      | 182     |
| US Alternative Albums (Billboard)     | 16      |
| Чарт (2020)                           | Позиція |
| Belgian Albums (Ultratop Flanders)    | 54      |
| Belgian Albums (Ultratop Wallonia)    | 168     |
| US Top Alternative Albums (Billboard) | 22      |
| US Top Current Albums (Billboard)     | 76      |
| Чарт (2021)                           | Позиція |
| Belgian Albums (Ultratop Flanders)    | 112     |
| Чарт (2022)                           | Позиція |
| Belgian Albums (Ultratop Flanders)    | 101     |
| Lithuanian Albums (AGATA)             | 77      |

## Сертифікації
| Регіон                                                      | Сертифікація | Продажі |
| ----------------------------------------------------------- | ------------ | ------- |
| Австралія (ARIA)                                            | Золотий      | 35 000  |
| Бельгія (BEA)                                               | Золотий      | 10 000  |
| Канада (Music Canada)                                       | Платиновий   | 80 000  |
| Данія (IFPI Denmark)                                        | Платиновий   | 20 000  |
| Франція                                                     | —            | 31,000  |
| Італія (FIMI)                                               | Золотий      | 25 000  |
| Польща (ZPAV)                                               | Платиновий   | 20 000  |
| Велика Британія (BPI)                                       | Золотий      | 100 000 |
| США (RIAA)                                                  | Золотий      | 500 000 |
| продажі+прослуховування, що базуються лише на сертифікаціях |              |         |